# Nazionale femminile di softball dell'Italia
La nazionale femminile di softball dell'Italia rappresenta la Federazione Italiana Baseball Softball nelle competizioni internazionali, come i Campionati europei femminili di softball o i Campionati mondiali di softball organizzati dalla World Baseball Softball Confederation.
La nazionale è formata dalle migliori giocatrici italiane della Italian Softball League e nel suo palmarès spiccano dodici titoli europei e due partecipazioni olimpiche (quinto posto a Sydney 2000 e ottavo posto ad Atene 2004). Dodici sono state le partecipazioni ai campionati mondiali delle azzurre tra 1974 e 2018 con il sesto posto ottenuto nelle edizioni del 1998 e del 2006 come risultati migliori. Nel 2018, a Chiba, l'Italia ha ottenuto il settimo posto Archiviato il 5 novembre 2019 in Internet Archive. con un bilancio totale di 4 vittorie su 8 partite. Nel 2019, la Nazionale azzurra, guidata dal manager Enrico Obletter, ha ottenuto la terza qualificazione olimpica, grazie alle 5 vittorie conquistate sul campo di Utrecht. In marzo 2021, in seguito alla scomparsa per Covid dell’allenatore Obletter, la guida tecnica della Nazionale passa a Federico Pizzolini. Nel luglio del 2021, le azzurre si laureano campionesse d’Europa per la dodicesima volta, conquistando 11 vittorie su 11 nel torneo continentale disputatosi in Friuli e confermando il primato di titoli nell’albo d’oro sull’Olanda, battuta in finale con il punteggio di 9 a 5.

## Piazzamenti

### Giochi olimpici
- 2000 5°
- 2004 8°
- 2020 6°

### Campionati mondiali di softball
- 1974: 7°
- 1978: 9°
- 1986: 9°
- 1990: 8°
- 1994: 9°
- 1998: 6°
- 2002: 7°
- 2006: 6°
- 2012: 9°
- 2014: 10°
- 2016: 14°
- 2018: 7°
- 2022: 7°
- 2024: 8°

### Europei
- 1979:  2°
- 1981:  2°
- 1983:  2°
- 1984:  2°
- 1986:  1°
- 1988:  2°
- 1990:  3°
- 1992:  1°
- 1995:  1°
- 1997:  1°
- 1999:  1°
- 2001:  1°
- 2003:  1°
- 2005:  1°
- 2007:  1°
- 2009: 6°
- 2011:  2°
- 2013:  2°
- 2015:  1°
- 2017:  2°
- 2019:  1°
- 2021:  1°
- 2022:  3°
- 2024:  1°